# Rio Ohře
O rio Ohře (alemão: Eger) é um rio com 291 km de curso e banha dois países: a Alemanha e a  República Checa. Nasce no Monte Schneeberg (Fichtelgebirge) próximo da cidade de Weißenstadt. Depois de  cerca 35 km na Alemanha, ele atravessa a fronteira checa. O rio passa pelas localidades checas de Cheb, Karlovy Vary, Klášterec nad Ohří,Kadaň, Žatec, Louny e Terezín antes de desaguar no rio Elba em Litoměřice. Os seus principais afluentes são Teplá, Chomutovka, Odrava, Bílina etc. A origem do nome do rio é celta, da palavra Agara (o rio Salmão).